# Anthony Minichiello
Anthony Minichiello (* 24. Mai 1980 in Sydney) ist ein ehemaliger australischer Rugby-League-Spieler italienischer Abstammung. Er spielte während seiner gesamten Karriere in der NRL für die Sydney Roosters, mit denen er 2002 und 2013 die NRL und 2003 und 2014 die World Club Challenge gewann.
Minichiello spielte sowohl für die australische als auch für die italienische Nationalmannschaft, mit Australien gewann er 2004 die Tri Nations. Sein Bruder Mark Minichiello ist ebenfalls Rugby-League-Spieler.

## Karriere
Minichiello wurde in Liverpool, einem südwestlichen Vorort von Sydney, geboren. Er ging auf das All Saints Catholic Senior College und spielte Rugby für den East Valley United Junior Rugby League Club. Dort wurde er von Arthur Beetson, einer Rugbylegende, die in den 1970ern für die Sydney Roosters gespielt hatte, entdeckt und unter Vertrag genommen.
Am 25. Februar 2000 hatte Minichiello im Alter von 19 Jahren sein NRL-Debüt gegen die Canterbury-Bankstown Bulldogs. Gleich in seiner ersten Saison schaffte er es mit den Roosters ins NRL Grand Final, in dem sie 6:14 gegen die Brisbane Broncos verloren. Aufgrund seiner Leistungen in der Saison spielte er 2001 für NSW City im City vs Country-Origin-Spiel.
2002 legte er 16 Versuche in 26 Spielen und gewann mit den Roosters das NRL Grand Final gegen die New Zealand Warriors und die darauffolgende World Club Challenge gegen St Helens. Da Luke Phillips seine Karriere verletzungsbedingt beendet hatte, wechselte Minichiello zur Saison 2003 von der Position des Außendreiviertels auf die des Schlussmanns.
2003 schaffte er es zum dritten Mal ins Grand Final, in dem die Roosters diesmal gegen die Penrith Panthers verloren und absolvierte sein 100. NRL-Spiel. Außerdem nahm er mit New South Wales an den State of Origin Series teil und absolvierte mit Australien eine Tour gegen Großbritannien, die Australien 3-0 gewann.
2004 legte er 18 Versuche, gewann mit den New South Wales Blues die State of Origin Series und schaffte es mit den Roosters ins NRL Grand Final, in dem sie 13:16 gegen die Canterbury-Bankstown Bulldogs verloren. Nach Ende der Saison nahm er mit Australien an den Tri Nations 2004 teil. Er legte drei Versuche, zwei davon im 44:4-Finalsieg gegen Großbritannien. Bei den Dally M Awards wurde er 2004 zum Fullback of the Year gewählt.
2005 gewann er mit New South Wales die State of Origin Series und schaffte es mit Australien ins Finale der Tri Nations 2005, in dem sie 0:24 gegen Neuseeland verloren. Er gewann zudem die Wally Lewis Medal, eine seit 2003 verliehene Auszeichnung für den besten Spieler der State of Origin Series, und den Golden Boot Award.
Am 26. März 2006 zog Minichiello sich bei einem Spiel gegen die Canberra Raiders eine Rückenverletzung zu, die die Saison für ihn frühzeitig beendete und ihn zwang, sich einer Operation zu unterziehen.
2007 feierten die Roosters das 100-jährige Bestehen ihres Vereins. Aus diesem Anlass wurde ein „Team 100 – The Centurions“ veröffentlicht, das auch Minichiello enthielt. Minichiello absolvierte 2007 wieder ein State-of-Origin-Spiel, an zweiten und dritten Spiel nahm er nicht teil, da die Folgen seiner Rückenverletzung sich bemerkbar machten. Ihretwegen musste er die Saison erneut vorzeitig beenden.
Die nächsten beiden Jahre waren ebenfalls stark von Verletzungen geprägt. 2008 kehrten die Rückenschmerzen während eines Spiels gegen Canterbury-Bankstown in Runde 4 zurück. Die Folge war, dass er weder bei den Blues noch bei der australischen Nationalmannschaft seine Position als Schlussmann zurückerobern konnte, diese wurde mit Brett Stewart bzw. Billy Slater besetzt. 2009 absolvierte er zwei Spiele, bevor er sich bei einem Spiel gegen die Raiders eine Knöchelverletzung zuzog, die ihn erst in Runde 20 auf das Spielfeld zurückkehren ließ.
2010 war Minichiellos erste verletzungsfreie Saison seit 2005. Als Teil eines Umstrukturierungsprozesses bei den Roosters, der aufgrund der schwachen Leistungen in den letzten Saisons stattfand, wechselte er zunächst von der Position des Schlussmanns auf die des Außendreiviertels, bevor er in Runde 8 wieder auf seine alte Position zurückkehrte. Am 23. August 2010 legte er seinen 100. Versuch gegen die Gold Coast Titans. An den letzten beiden Spielen der regulären Saison nahm er wegen einer Oberschenkelverletzung nicht teil, als die Playoffs begannen, hatte er sich aber wieder erholt. Die Roosters schafften es ins Grand Final, in dem sie 8:32 gegen die St. George Illawarra Dragons verloren.
2011 wurde bekanntgegeben, dass er 2013 mit Italien an der Qualifikation für die WM 2013 teilnehmen würde. Er nahm das letzte Mal mit den Blues an den State of Origin Series teil, als Ersatz für den verletzten Josh Dugan, und legte zwei Versuche in zwei Spielen. In Runde 16 legte er gegen die Newcastle Knights seinen 105. Versuch für die Roosters, womit er Bill Mullins als Top Try Scorer der Roosters ablöste. Am 29. Oktober spielte Italien 19:19 gegen den Libanon, wodurch sie sich für die WM 2013 qualifizierten.
2013 gewannen die Roosters mit Minichiello als Kapitän das NRL Grand Final 26:18 gegen die Manly-Warringah Sea Eagles. Es war das erste Mal seit 1934, dass der Kapitän der siegreichen Mannschaft ein Schlussmann war. Nach Ende der Saison 2013 nahm er mit Italien an der WM teil. Italiens erste WM-Teilnahme endete nach einem Sieg gegen Wales, einem Unentschieden gegen Schottland und einer Niederlage gegen Tonga nach der Gruppenphase.
Am 4. August 2014 verkündete Minichiello, dass er nach Saisonende seine Karriere beenden würde. In seinem letzten Spiel, dem Halbfinale gegen die South Sydney Rabbitohs, legte er zwei Versuche, trotzdem verloren die Roosters 22:32. Es war sein 302. Spiel für die Roosters, womit er Luke Ricketson als Rekordspieler der Roosters ablöste.